# Lorne Ward
Pour les articles homonymes, voir Ward.
Pas d'image ? Cliquez ici

a Compétitions nationales et continentales officielles uniquement.

Dernière mise à jour le 10 octobre 2019.
Lorne Ward est un joueur de rugby à XV sud-africain, né le 16 février 1977, qui évolue au poste de pilier droit (1,85 m pour 118 kg).

## Carrière
- Martizburg University  Afrique du Sud
- College Rovers  Afrique du Sud
- Natal A  Afrique du Sud
- London Welsh  Angleterre
- 2005-2007 : Harlequins  Angleterre
- 2007-03/2008 : Bath Rugby  Angleterre
- 03/2008-06/2008 : RC Toulon  France

## Palmarès
- Vainqueur du championnat d'Angleterre de D2 : 2006
- Champion de France de Pro D2 : 2008